# 도타니촌
도타니촌(外谷村)은 니가타현 미나미칸바라군에 설치되었던 촌이다.